# Monte Ferrato e Monte Iavello
Monte Ferrato e Monte Iavello este o arie protejată (arie specială de conservare — SAC, sit de importanță comunitară — SCI) din Italia întinsă pe o suprafață de 1.376 ha, integral pe uscat.

## Localizare
Centrul sitului Monte Ferrato e Monte Iavello este situat la coordonatele 43°56′36″N 11°05′23″E / 43.943333°N 11.089722°E.

## Înființare
Situl Monte Ferrato e Monte Iavello a fost declarat sit de importanță comunitară în iunie 1995 pentru a proteja 1 specie de plante și 12 specii de animale. Situl a fost protejat și ca arie specială de conservare în mai 2016.

## Biodiversitate
Situată în ecoregiunea mediteraneană, aria protejată conține 13 habitate naturale: Păduri de pin mediteraneene cu pini mezogeni endemici, Roci stâncoase cu vegetație pionieră de Sedo-Scleranthion sau Sedo albi-Veronicion dillenii, Păduri panonice-balcanice de stejar turcesc - stejar sesil, Pajiști umede mediteraneene cu ierburi înalte de Molinio-Holoschoenion, Pajiști carstice calcaroase sau bazofile, de Alysso-Sedion albi, Pajiști calaminariene cu Violetalia calaminariae, Păduri de Quercus ilex și Quercus rotundifolia, Pajiști uscate europene, Păduri aluvionare cu Alnus glutinosa și Fraxinus excelsior (Alno-Padion, Alnion incanae, Salicion albae), Păduri de Castanea sativa, Matorral arborescenți cu Juniperus spp., Pajiști uscate seminaturale și facies de acoperire cu tufișuri pe substraturi calcaroase (Festuco-Brometalia) (* situri importante pentru orhidee), Păduri de fag din Apenini cu Taxus și Ilex.
La baza desemnării sitului se află mai multe specii protejate:
- plante (1): Himantoglossum adriaticum
- păsări (3): caprimulg (Caprimulgus europaeus), erete cenușiu (Circus pygargus), sfrâncioc roșiatic (Lanius collurio)
- amfibieni (1): Triturus carnifex
- mamifere (2): liliacul mare cu potcoavă (Rhinolophus ferrumequinum), liliacul mic cu potcoavă (Rhinolophus hipposideros)
- nevertebrate (3): Euplagia quadripunctaria, rădașcă (Lucanus cervus), Vertigo angustior
- pești (3): Barbus tyberinus, Padogobius nigricans, Rutilus rubilio

Pe lângă speciile protejate, pe teritoriul sitului au mai fost identificate 10 specii de plante, 3 specii de amfibieni, 3 specii de mamifere, 1 specie de nevertebrate, 3 specii de reptile.